# Bächingen
Bächingen là một đô thị ở huyện Dillingen bang Bayern nước Đức. Đô thị Bächingen có diện tích 7,34 km², dân số thời điểm ngày 31 tháng 12 năm 2006 là 1285 người.